# Elden Henson
Elden Ryan Ratliff (Rockville, 30 de agosto de 1977), mais conhecido como Elden Henson, é um ator americano. Ele é mais conhecido por interpretar Fulton Reed na trilogia The Mighty Ducks, Lenny Kagan em Efeito Borboleta, Gordon em El Dorado, Pollux nos filmes The Hunger Games: Mockingjay - Part 1 e The Hunger Games: Mockingjay - Part 2, e Foggy Nelson em Daredevil.

## Início da Vida
Elden Ryan Ratliff nasceu em 30 de agosto de 1977 em Rockville, Maryland, filho de Sayde Henson, educadora e ex-fotógrafa, e George Ratliff, ex-ator de teatro de Nova York. Ele tem dois irmãos, os atores Garette Ratliff Henson e Erick Ratliff. Do segundo casamento de seu pai, ele tem um meio-irmão mais novo, Ellington Lee Ratliff, que é membro da banda R5.
Henson cresceu em Burbank, California.. Ator mirim, ele começou a atuar em comerciais aos seis anos e conseguiu uma série de papéis no cinema e na televisão aos dez anos. Henson frequentou a John Burroughs High School em Burbank, após frequentar brevemente o Emerson College.

## Carreira
O primeiro trabalho profissional de Henson foi como modelo impresso quando ele era criança. Durante esse tempo, ele assinou contrato com a divisão infantil da Ford Models. Aos seis anos, ele estava atuando em comerciais. Ele recebeu seu cartão Screen Actors Guild em 1982. Na década seguinte, ele atuou em filmes como Elvis & Me e Turner & Hooch, de 1989, e teve uma série de participações especiais na televisão. 
De 1992 a 1996, Henson interpretou Fulton Reed em todos os três filmes da trilogia The Mighty Ducks: The Mighty Ducks (1992), D2: The Mighty Ducks (1994) e D3: The Mighty Ducks (1996). Ele disse ao TV Guide que deve muito de sua carreira a esses filmes: "O engraçado é que ainda, mais do que tudo, sou reconhecido por The Mighty Ducks. Eu adoro isso. Quando eu era mais jovem, ficava envergonhado. Pratiquei esportes enquanto crescia e jogava beisebol e o outro time ficava grasnando para mim e dentre outras coisas. Eu amo esses filmes. Eu sinto que essas coisas acontecem uma vez na vida e experimentar essas coisas quando criança e como adulto, me sinto muito sortudo."
Com vinte e poucos anos, ele teve papéis coadjuvantes em filmes como The Mighty, Ela É Demais, A Mão Assassina, Jogo de Intrigas, Debi & Lóide 2 - Quando Debi Conheceu Lóide e 
Efeito Borboleta. No final dos anos 2000, ele apareceu em filmes como Os Reis de Dogtown e Déjà Vu, e também fez participações especiais em vários programas de televisão, incluindo um arco de quatro episódios na série Smith da CBS. 
Henson interpretou o engenheiro de computação da Apple, Andy Hertzfeld, na cinebiografia de 2013, Jobs. Em setembro de 2013, foi anunciado que ele havia sido escalado como Pollux em Jogos Vorazes: A Esperança – Parte 1 e Parte 2. A Filmagem começou naquele mesmo mês em Atlanta e foi concluída em 20 de junho de 2014, em Berlim, Alemanha; as duas partes foram filmadas lado a lado.
Em 2015 Elden Henson entrou para o Universo Cinematográfico Marvel para interpretar Foggy Nelson na série Marvel's Daredevil. O elenco foi anunciado pela Marvel em Junho de 2014. Durante a audição para o papel de Foggy Nelson, que foi realizada por videoconferência, Henson segurou o telefone da maneira errada e apareceu de cabeça para baixo para os outros na reunião. Esse contratempo convenceu os executivos da séroe de que ele era o homem certo para o papel. Henson falou sobre sua empolgação com o papel de Foggy na série, dizendo "Fiquei muito empolgado ao receber os roteiros e ler que Foggy não era apenas um ajudante inútil. Ele não é apenas um alívio cômico. Quero dizer, ele tem um alívio cômico, mas foi emocionante saber que esses outros personagens teriam seu próprio caminho e suas próprias coisas com as quais estão lidando. Além de Daredevil, Henson também interpretou Foggy na minissérie crossover Os Defensores e uma participação especial nas segundas temporadas de Marvel's Jessica Jones e Marvel's Luke Cage.

## Vida Pessoal
Henson mora em Los Angeles. Ele tem um filho, Dodger, com a ex-esposa Kira Sternbach.

## Filmografia

### Cinema
| Ano  | Titulo                                            | Papel                     | Notas                                        |
| ---- | ------------------------------------------------- | ------------------------- | -------------------------------------------- |
| 1987 | Tubarão - A Vingança                              | Vozes Adicionais          | Creditado como Elden Ratliff                 |
| 1988 | Elvis & Me                                        | Don Beaulieu (10 anos)    | Creditado como Elden Ratliff                 |
| 1989 | Uma Dupla Quase Perfeita                          | Eric Boyett               | Creditado como Elden Ratliff                 |
| 1990 | Marilyn Hotchkiss Ballroom Dancing & Charm School | Steve Mills               | Curta-metragem; creditado como Elden Ratliff |
| 1992 | Radio Flyer                                       | Amigo Pescador #3         | Creditado como Elden Ratliff                 |
| 1992 | The Mighty Ducks                                  | Fulton Reed               | Creditado como Elden Ratliff                 |
| 1994 | D2: The Mighty Ducks                              | Fulton Reed               | Creditado como Elden Ratliff                 |
| 1996 | Foxfire                                           | Bobby                     | Creditado como Elden Ratliff                 |
| 1996 | D3: The Mighty Ducks                              | Fulton Reed               | Creditado como Elden Ryan Ratliff            |
| 1998 | Sempre Amigos                                     | Maxwell Kane              |                                              |
| 1999 | Ela É Demais                                      | Jesse Jackson             |                                              |
| 1999 | A Mão Assassina                                   | Pnub                      |                                              |
| 1999 | A Gift of Love: The Daniel Huffman Story          | Daniel Huffman            |                                              |
| 2000 | Náufrago                                          | Elden Madden              |                                              |
| 2001 | Manic                                             | Michael                   |                                              |
| 2001 | Jogo de Intrigas                                  | Roger Rodriguez           |                                              |
| 2002 | Pack of Dogs                                      | Sheep                     | Curta-metragem                               |
| 2002 | Cheats                                            | Sammy Green               |                                              |
| 2003 | Debi & Lóide 2 - Quando Debi Conheceu Lóide       | Turk                      |                                              |
| 2003 | The Battle of Shaker Heights                      | Bart Bowland              |                                              |
| 2003 | Sob o Sol da Toscana                              | Autor                     |                                              |
| 2003 | Evil Alien Conquerors                             | Ron                       |                                              |
| 2004 | Efeito Borboleta                                  | Lenny Kagan (Adulto)      |                                              |
| 2005 | Marilyn Hotchkiss Ballroom Dancing & Charm School | Jovem Steve Mills/Sampson | Incluído seu filme anterior em flashbacks    |
| 2005 | The Amateurs                                      | Salesman                  | Originalmente intitulado The Moguls          |
| 2005 | Os Reis de Dogtown                                | Billy Z                   |                                              |
| 2006 | Déjà Vu                                           | Gunnars                   |                                              |
| 2007 | Rise — A Ressurreição                             | Taylor                    |                                              |
| 2008 | Not Since You                                     | Joey "Fudge" Fudgler      |                                              |
| 2011 | The Death and Return of Superman                  | Apocalipse                | Curta-metragem                               |
| 2013 | Jobs                                              | Andy Hertzfeld            |                                              |
| 2014 | Jogos Vorazes: A Esperança – Parte 1              | Pollux                    |                                              |
| 2015 | Jogos Vorazes: A Esperança - O Final              | Pollux                    |                                              |
| 2018 | Spivak                                            | Kevin Oberkfell           |                                              |

### Televisão
| Ano       | Titulo                                    | Papel             | Notas                                                             |
| --------- | ----------------------------------------- | ----------------- | ----------------------------------------------------------------- |
| 1982–1985 | As the World Turns                        | Paul Ryan         | 2 episódios; creditado como Elden Ratliff                         |
| 1984      | 1st & Ten                                 |                   | 1 episódio                                                        |
| 1985      | Amazing Stories                           | Freckle-Faced Boy | Episódio: Mummy Daddy; creditado como Elden Ratliff               |
| 1986      | Fame                                      | Matthew           | Episódio: All I Want for Christmas; creditado como Elden Ratliff  |
| 1987      | What a Country!                           | Garoto            | Episódio: Taylor Loses His Cool; creditado como Elden Ratliff     |
| 1987      | Highway To Heaven                         | Alan Bailey       | Episódio: I Was a Middle Aged Werewolf; credited as Elden Ratliff |
| 1993      | Saved By The Bell: The New Class          | Dirk              | Episódio: Karate Kids; credited as Elden Ryan Ratliff             |
| 1993      | The Ben Stiller Show                      | Escoteiro         | Episódio: A Few Good Scouts; Uncredited role                      |
| 2004      | Law & Order: Unidade de Vítimas Especiais | Will Caray        | Episódio: Brotherhood                                             |
| 2007      | Smith                                     | Matthew Marley    | 4 episódios                                                       |
| 2007      | ER: Plantão Médico                        | Cara sem dedos    | Episódio: The War Comes Home                                      |
| 2007      | Private Practice                          | Damon             | Episódio: In Which Sam Gets Taken for a Ride                      |
| 2009      | Psych                                     | Clive             | Episódio: Tuesday the 17th                                        |
| 2009      | Grey's Anatomy                            | Matt              | Episódio: Sweet Surrender                                         |
| 2010      | El Dorado                                 | Gordon            | Papel principal; 2 episódios Minissérie                           |
| 2014      | Intelligence                              | Amos Pembroke     | 2 episódios                                                       |
| 2015–2018 | Daredevil                                 | Foggy Nelson      | Elenco principal (38 episódios)                                   |
| 2017      | Workaholics                               | Nipples           | Episódio: Tactona 420                                             |
| 2017      | Os Defensores                             | Foggy Nelson      | Elenco principal (5 episódios)                                    |
| 2018      | Jessica Jones                             | Foggy Nelson      | Episódio: AKA Sole Survivor                                       |
| 2018      | Luke Cage                                 | Foggy Nelson      | Episódio: All Souled Out                                          |
| 2021–2022 | The Mighty Ducks: Game Changers           | Fulton Reed       | 2 Episódios                                                       |
| 2025      | Daredevil: Born Again                     | Foggy Nelson      | Elenco principal                                                  |